# Maurice Raynaud (politiker)
Maurice Étienne Raynaud, född den 5 november 1860 i Marthon (departementet Charente), död den 15 april 1927 i Paris, var en fransk politiker.
Raynaud studerade vid lyceet i Angoulême och därefter juridik i Bordeaux och Paris, där han avlade examen. Han blev därefter kommunalpolitiker i sin hemby. År 1906 blev han invald i deputeradekammaren, där han tillhörde partiet Alliance républicaine démocratique. Raynaud var jordbruksminister 1910–1911 i Aristide Briands ministär och 1913–1914 i Gaston Doumergues samt kolonialminister juni–augusti 1914 i René Vivianis regering. Han var redaktör för tidningen L'heure 1916–1917. Han blev inte omvald till deputeradekammaren 1924 och drog sig sedan tillbaka från det politiska livet. Han blev officer av Hederslegionen 1925.